# Teremia Mare - Tomnatic
Teremia Mare - Tomnatic este o arie protejată (arie de protecție specială avifaunistică — SPA) din România întinsă pe o suprafață de 6.613,7 ha, integral pe uscat.

## Localizare
Situl se întinde pe teritoriile administrative ale comunelor Comloșu Mare, Gottlob, Teremia Mare și Tomnatic din județul Timiș. Centrul sitului Teremia Mare - Tomnatic este situat la coordonatele 45°55′00″N 20°36′33″E / 45.916725°N 20.609031°E.

## Înființare
Situl Teremia Mare - Tomnatic a fost declarat arie de protecție specială avifaunistică (ROSPA0142) în octombrie 2011 pentru a proteja 16 specii de animale.

## Biodiversitate
Situată în ecoregiunea panonică, aria protejată nu include niciun habitat protejat.
La baza desemnării sitului se află mai multe specii protejate de  păsări (16): fâsă de câmp (Anthus campestris), barză albă (Ciconia ciconia), erete de stuf (Circus aeruginosus), erete vânăt (Circus cyaneus), erete cenușiu (Circus pygargus), dumbrăveancă (Coracias garrulus), cioară de semănătură (Corvus frugilegus), ciocănitoare de grădină (Dendrocopos syriacus), egretă mare (Egretta alba), egretă mică (Egretta garzetta), vânturel de seară (Falco vespertinus), piciorong (Himantopus himantopus), sfrâncioc roșiatic (Lanius collurio), sfrânciocul cu frunte neagră (Lanius minor), stârc de noapte (Nycticorax nycticorax), fluierar de mlaștină (Tringa glareola).